# Summertown (Tennessee)
Summertown es un lugar designado por el censo ubicado en el condado de Wayne en el estado estadounidense de Tennessee. En el Censo de 2010 tenía una población de 866 habitantes y una densidad poblacional de 166,27 personas por km².

## Geografía
Summertown se encuentra ubicado en las coordenadas 35°26′4″N 87°18′31″O / 35.43444, -87.30861. Según la Oficina del Censo de los Estados Unidos, Summertown tiene una superficie total de 5.21 km², de la cual 5.21 km² corresponden a tierra firme y (0%) 0 km² es agua.

## Demografía
Según el censo de 2010, había 866 personas residiendo en Summertown. La densidad de población era de 166,27 hab./km². De los 866 habitantes, Summertown estaba compuesto por el 96.42% blancos, el 0.58% eran afroamericanos, el 0.92% eran amerindios, el 0.12% eran asiáticos, el 0% eran isleños del Pacífico, el 0.46% eran de otras razas y el 1.5% pertenecían a dos o más razas. Del total de la población el 1.27% eran hispanos o latinos de cualquier raza.